# Val d'Asta
La Val d'Asta corrisponde all'alta valle del Secchiello nell'alto Appennino reggiano situata nel comune di Villa Minozzo.
Si compone di numerosi borghi, raggruppati nella frazione di Asta, nel comune di Villa Minozzo (Governara, Deusi, Castiglione, Case Stantini, Case Bagatti, Case Balocchi, Febbio, Roncopianigi, Riparotonda, Pian Del Monte, Monte Orsaro).
La storia del nome dato a questa valle risale al 1164 quando l'imperatore Federico I Barbarossa assegnava il possedimento di questi territori all'abbazia di Frassinoro: nel documento si cita un castello "Montis Astae" che oggi non esiste più, ma che ha lasciato la denominazione alla chiesa nel borgo di Case Bagatti.